# Tatami (pel·lícula)
Tatami és una pel·lícula del 2023 dirigida per Guy Nattiv i Zar Amir Ebrahimi, a partir d'un guió del mateix Nattiv i d'Elham Erfani. És protagonitzada per Arienne Mandi, Ebrahimi, Jaime Ray Newman, Ash Goldeh i Sina Parvaneh. S'ha doblat al català.
Es va projectar per primer cop al 80è Festival Internacional de Cinema de Venècia el 2 de setembre de 2023, i va rebre valoracions positives de la crítica i del públic.